# Groupe d'études français d'histoire de l'armement nucléaire
Le Groupe d'études français d'histoire de l'armement nucléaire ou GREPHAN  est un groupement d'historiens travaillant en France sur l'histoire de l'arme nucléaire. Ce groupe est la branche française du Nuclear History Program (projet quadripartite associant des historiens de France, des États-Unis, de la Grande-Bretagne et de l'Allemagne).

## Histoire du GEPHAN
Accueilli par l’Institut de France, le groupe a été fondé en 1986 par les historiens des relations internationales Jean-Baptiste Duroselle et Maurice Vaïsse (ancien responsable de l’Association pour la recherche sur la paix et la guerre (Arpege) de 1981 à 1995, auditeur de l’Institut des hautes études de défense nationale (de 1985 à 1986), responsable du GREPHAN  de 1986 à 2000, et ancien président du Centre d'études d'histoire de la défense (CEHD) et membre du conseil scientifique de la fondation Charles-de-Gaulle de 1995 à 2001..). Il a associé divers historiens tels que Georges-Henri Soutou, Pierre Mélandri, Marcel Duval.
Le groupe a notamment travaillé avec :
- l'Institut d'histoire des relations internationales contemporaines créé par l'historien Pierre Renouvin et  présidé par Pierre Mélandri.
- La commission d’histoire de l’armement nucléaire du CEHD[3]